# Cso Mingju
Cso Mingju (hangul: 조민규, RR: Jo Mingyu; Thebek (Taebek), 1990. november 19.–) dél-koreai operaénekes, a Forestella crossover vokálegyüttes lírai tenorja és vezetője. 2017-ben, a Phantom Singer 2 című televíziós tehetségkutatóban fedezték fel.

## Élete és pályafutása
Cso Mingju (Jo Mingyu) édesanyja óvónő, édesapja középiskolai tanár. Kisgyermekkorától zeneiskolába járt, édesanyja nagyon szeretett volna énekes lenni, de nagyapja nem engedte neki ezt a pályafutást, ezért mindkét gyermekét bátorította a zenei pálya irányába. Cso (Jo) nővére zongorázni tanult, míg őt magát énekórákra járatták. 1998-ban Cshuncshon (Chuncheon)ba költöztek. Miután 2004-ben nővére abbahagyta a zongorázást, édesanyja minden figyelmét fia zenei fejlődésének szentelte.
2006-ban a presztízses Szöuli Képzőművészeti Középiskolába vették fel, majd 2009-ben a Szöuli Egyetem zeneművészeti tanszékének ének szakára jelentkezett. Számos versenyen volt döntős vagy győztes, 2011-ben legfiatalabb döntőse volt a Tonga (Donga) Zenei Versenynek. Ebben az évben a Frontvonal című filmben énekhangját kölcsönözte I Daüt (Lee David) színésznek.
Ezt követően azonban elbizonytalanodott, miután többször sem sikerült megismételnie a sikereit, és éles kritikákat kapott. 2013-ra összeszedte magát és a Szöuli Egyetemen elvégezte az énekszakos mesterképzést, Jon Gvangcshol (Yeon Gwangcheol) (연광철) operaénekes irányítása alatt. Ebben az időszakban az egyetemi kollégiumban magánórákat adott. Dolgozott a Szöuli Városi Operaházban, számos operában szerepelt.
2015-ben elődöntős volt a Montreali Nemzetközi Zenei Versenyen, majd megkezdte kötelező sorkatonai szolgálatát rendőri beosztásban. 2016-ban a Genfi Nemzetközi Zenei Versenyen a bíráktól azt a kritikát kapta, hogy a lírai hangszíne miatt az opera világában sohasem játszhat főszerepet, kizárólag mellékszerepeket fog kapni. Ekkor újra elbizonytalanodott az énekesi karrierjét illetően, mígnem a Phantom Singer televíziós műsor első évadát látva úgy döntött, megpróbálkozik a jelentkezéssel a második évadban, mert a crossover műfaj lehet a megoldás a hangszíne számára.
Kötelező katonai szolgálatát 2017 májusában fejezte be, előtte jelentkezett a tehetségkutató előválogatójába. Az adások során a „Stratéga” becenevet kapta, mert társai kiválasztása során gondosan megtervezte, kinek a hangszíne és színpadi jelenléte illik az övéhez leginkább. Így választotta ki például a kezdetben rutintalannak és gyengébbnek tartott fiatal egyetemista Ko Urimot az első duetthez, és betanította a feladatra. Ő irányította a dalok feldolgozását és a színpadképet, koreográfiát is.
Első szóló kislemeze Sinszegje: New Age ( 신세계: New Age, Sinsegye: New Age) címmel 2020 februárjában látott napvilágot. 2021 decemberében jelent meg Sinszegje: Parana ( 신세계: Parana, Sinsegye: Parana) című középlemeze, melyet egy kétnapos szöuli szólókoncert követett.

## Művészete
Cso (Jo) a hangját leggero azaz lírai tenorként definiálja, hangszíne miatt azt mondták neki, hogy sosem kaphat főszerepet operában. A Phantom Singer 2 előválogatója során Jun Szang (Yun Sang) zeneszerző-producer úgy vélekedett, hogy Cso (Jo) hangja „a legkülönlegesebb hang, amit tenortól eddig hallott”, majd hozzátette, hogy sosem hallott még ennyire „fiatal és kifinomult tenor hangszínt” és „elképesztőnek” találta. Bada szerint nagyon „vonzó” hangja van, Michael K. Lee musicalénekes szerint pedig „van valami szabadság és könnyedség abban, ahogyan énekel, mintha előbújna a nap. Nagyon szép.” Kim Mundzsong (Kim Munjeong) musicalrendező szerint az énekes hangszíne „frissítő” és dicsérte kifejező előadásmódját is.

## Diszkográfia
Kislemezek
- Sinszegje: New Age ( 신세계: New Age, Sinsegye: New Age) (2020)
- Param (바람, Baram) (2021)

Középlemezek
- Sinszegje: Parana ( 신세계: Parana, Sinsegye: Parana) (2021)